# (7828) Noriyositosi
(7828) Noriyositosi est un astéroïde de la ceinture principale.

## Description
(7828) Noriyositosi est un astéroïde de la ceinture principale. Il fut découvert le 28 septembre 1992 à Kitami par Masayuki Yanai et Kazuro Watanabe. Il présente une orbite caractérisée par un demi-grand axe de 3,16 UA, une excentricité de 0,15 et une inclinaison de 11,8° par rapport à l'écliptique.

## Compléments